# 鰐淵吉廣
鰐淵吉廣（日语：／ Wanibuchi Yoshihiro，？—1573年9月〈天正元年8月〉）是一名日本戰國時代至安土桃山時代武將，為朝倉氏的家臣，擔任越前國鰐淵城的城主。

## 生平
鰐淵氏出自於佐佐木氏的分支，據說原本來自出雲國。雖然具體時間不詳，但後來遷移至越前國，並獲得朝倉氏重臣的地位。
在一乘谷朝倉氏遺跡中，有一處當地被稱作的地區，遺留有大規模武家宅邸的遺跡。根據安波賀春日神社所藏的「一乘谷古繪圖」，其中標註有「鰐淵將監跡」，因此被認為可能是鰐淵氏在一乘谷的住宅遺跡。
永祿7年（1564年）9月，朝倉氏出兵攻打加賀國，據傳鰐淵吉廣之子鰐淵次郎左衛門亦參戰，並於9月17日的本折口之戰中斬獲首級，立下戰功，因而受到朝倉義景的賞賜與感謝狀。
根據《朝倉始末記》記載，元龜元年（1570年）4月織田信長入侵越前時，鰐淵吉廣曾率領三百餘騎駐守於杉津口。
元龜2年（1571年）9月5日，在火燒比叡山事件前夕，吉廣作為番手駐守小谷城，並致信天台座主廳務，表達對護符贈與的感謝，同時報告小谷附近的戰況。
天正元年8月（1573年9月）在一乘谷之戰中，鰐淵吉廣追隨朝倉義景，最終戰死。其子次郎左衛門亦戰死於此。不過，吉廣的孫子鰐淵助太郎後來仕於丸岡城主青山宗勝，而曾孫鰐淵小太郎則據傳於明曆元年（1655年）開始仕於松平昌親（又名昌明）。

## 備註
1. ↑  森岡浩. . 東京堂出版. : 575. ISBN 9784490108422.
2. 1 2 3  朝倉氏五代の発給文書 174頁。
3. ↑  「一乗谷古絵図」自体は江戸時代末期に成立したと考えられている。
4. ↑  「南部文書」 福井県史資料編第2巻 595頁。
5. ↑  山本大; 小和田哲男. . 新人物往来社. 1981-08-25: 830. ISBN 9784404010766.